# Sex Monster
Sex Monster (The Sex Monster) ist eine US-amerikanische Filmkomödie von Mike Binder aus dem Jahr 1999.

## Handlung
Marty Barnes (Mike Binder) ist ein Mittelklassebürger, der auf den ersten Blick ein perfektes Leben führt: Er hat einen guten Job, ein schönes Haus und mit Laura (Mariel Hemingway) eine noch schönere Ehefrau. Gleichwohl verspürt er eine gewisse Unzufriedenheit und hat – inspiriert durch Herrenmagazine – Fantasien von einem sogenannten Flotten Dreier. Wenn er seine Frau nicht sanft zur Umsetzung dringt, tauscht er sich mit seinen männlichen Freunden darüber aus. Zuerst steht sie der Idee eher ablehnend gegenüber, lässt sich dann darauf ein. Das Paar lädt Didi (Renée Humphrey), eine bisexuelle Kollegin aus dem Friseursalon, zum Essen ein und nach ein paar Anlaufschwierigkeiten kommt er erstmals zur Umsetzung von Martys Fantasie. Laura trinkt sich erst einmal mit ein paar Drinks Mut an, um sich am Liebesspiel von Marty und Didi zu beteiligen. Marty indes zieht sich aus diesem ersten Akt aufgrund von Erschöpfung früh zurück und hört beim Warten zu, während seine Frau den gesamten Akt vollzieht. Auf Nachfrage bezeichnet Laura ihre erste lesbische Erfahrung vergleichsweise nüchtern als „lehrreich“. Dennoch ist sie sprichwörtlich auf den Geschmack gekommen, so dass anschließend eine Reihe von Frauen verführt – und dabei stets ihren ablehnenden Partner zur Teilnahme auffordert –, darunter Diva (Missy Crider), Martys Sekretärin, und die Ehefrau seines Geschäftspartners.
In „typischer Art und Weise“ geraten die Dinge in der zweiten Hälfte des Films erst einmal außer Kontrolle, als Lauras neue Vorlieben Einfluss auf Martys Geschäftsleben ausüben: Sie lässt sich mit Evie Pembroke (Joanna Heimbold) ein, mit deren Ehemann Dave (Christopher Lawford) ihr eigener Ehemann einen lukrativen Deal abschließen möchte. Was Marty aber tatsächlich aus der Bahn wirft, ist der Umstand, dass sich seine Frau auch mit seiner Schwester (Kara Zediker) einlässt. Die Dinge werden dann vergleichsweise schnell zu einem Abschluss bzw. wieder ins rechte Lot gebracht. Marty Barnes verliert im letzten Viertel des Films zwar Freunde und Geschäftspartner, auf seinen Wunsch hin widmet sich seine Frau Laura fortan jedoch nurmehr dem Liebesspiel in der Ehe.

## Kritiken
„Eine dezent entwickelte Geschichte mit tragikomischem Einschlag, die über weite Strecken als gelungene Farce über angestaubte Ehen funktioniert und das scheinbar starke männliche Geschlecht aufs Abstellgleis der eigenen Fantasien schiebt und ihm letztlich die Rolle des moralinsauren Sittenwächters zubilligt.“

„In ihrer bislang besten Performance“ enthülle Hemingway „ein Gespür für Comedy“ (englisch „Hemingway unveils  a flair for comedy in her best performance yet“), urteilte das zweimonatlich erscheinende LGBT-Magazin The Advocate.
Die Komödie bringe den Zuschauer nicht dazu, vor Lachen Tränen in den Augen zu haben, aber er habe beständig ein Lächeln im Gesicht, konstatierte die britische BBC („There's not much that will reduce you to tears of laughter in this film but it keeps a smile on your face throughout“).
Für Variety, das Branchenblatt der Unterhaltungsindustrie, kam Todd McCarthy zu einem gegenläufigen Plazet: Sofern man den Film ohne Erwartungen schaue, könnte er schon gefallen. Ansonsten sei es angesichts der Rahmenbedingungen – u. a. keine großen Darstellernamen und der Verzicht auf Nacktszenen – unklar, wer die Zielgruppe bzw. wie groß diese sein solle.
In ihrer Kritik bezeichnete die Redaktion von Cinema den Film als „Erotikposse“, die eine „verblüffend prüde“ Optik vorweise: Es werde zwar „viel über Sex gesabbelt  mitunter sogar witzig“, doch zu sehen sei wenig. Stattdessen sehe man, in wen Darsteller und Regisseur tatsächlich verliebt sei – „und zwar in alte Woody-Allen-Filme, die er mäßig inspiriert nachäfft“.
In einer Besprechung der DVD konstatierte Nathan Rubin u. a., dass die Farce kein Stück lustig und gefüllt mir scherenschnittartig gezeichneten Charakteren sei. So werde beispielsweise Mariel Hemingway ausschließlich über ihre Sexualität definiert.

## Hintergrund
Mariel Hemingway gewann im Jahr 1999 den Grand Jury Award des L.A. Outfests. Mike Binder als Darsteller sowie die Produzenten gewannen 1999 den Film Discovery Jury Award des U.S. Comedy Arts Festivals. Zudem erhielt der Film eine Auszeichnung bei der 2000er-Auflage des portugiesischen Queer Lisboa Festival.
Die Komödie wurde in Los Angeles gedreht.